# Cantó de Sauvatèrra de Guiana
El cantó de Sauvatèrra de Guiana és un cantó francès del departament de la Gironda, situat al districte de Lengon. Té 17 municipis i el cap és Sauvatèrra de Guiana.

## Municipis
- Blasimont
- Castèth Vièlh
- Clairac
- Coirac
- Daubesa
- Gornac
- Mauriac
- Merinhàs
- Morens
- Ruish
- Sent Bríci
- Sent Feliç de Font Cauda
- Sent Ilari deu Bòsc
- Sent Martin de l'Èrm
- Sent Martin deu Pot
- Sent Sulpici de Pomèirs
- Sauvatèrra de Guiana

## Història
| Data d'elecció                           | Identitat        | Partit | Qualitat |
| ---------------------------------------- | ---------------- | ------ | -------- |
| 1945-1955                                | Armand Birolet   | SFIO   |          |
| 1955-1975                                | Robert Barrière  | CNI    |          |
| 1975-1985                                | Volny Favory     | PS     |          |
| 1985-2004                                | Francis Naboulet | CNI    |          |
| 2004-                                    | Yves d'Amécourt  | UMP    |          |
| les dades anteriors no són pas conegudes |                  |        |          |
|                                          |                  |        |          |

## Demografia
| 1962  | 1968  | 1975  | 1982  | 1990  | 1999  | 2006  |
| ----- | ----- | ----- | ----- | ----- | ----- | ----- |
| 6.271 | 6.513 | 5.881 | 5.798 | 5.964 | 6.109 | 6.269 |